# EADS Harfang
L'Harfang (in precedenza Système intérimaire de drone MALE o SIDM, MALE è la sigla di Moyenne Altitude Longue Endurance) è un aeromobile a pilotaggio remoto (APR) destinato ad equipaggiare l'Armée de l'air in sostituzione dell'Hunter. L'Harfang, chiamato anche Eagle One, è una realizzazione della European Aeronautic Defence and Space Company e dell'Israel Aircraft Industries. Il suo nome è ispirato alla Nyctea scandiaca (in lingua francese: Harfang des neiges), la civetta delle nevi.

## Utilizzatori
Francia
- Armée de l'air

4 esemplari consegnati nel 2008 e radiati nel 2018. 3 di questi sono stati venduti l'Aeronautica marocchina.
- - Escadron de drones 01.033 « Belfort » dal 2009 sulla Base aérienne 709 « Commandant Ménard » Cognac a Châteaubernard
    - N° 1021 - F-SDAU
    - N° 1022 - F-SDAY
    - N° 1023 - F-SDAZ
    - N° 1024 - F-SDAT

 Marocco
- Royal Moroccan Air Force

Acquistati nel 2013, e consegnati a partire dal febbraio 2020, sono esemplari ex Armée de l'air francese.